# Larry Graham
Larry Graham (ur. 14 sierpnia 1946 w Beaumont, Teksas) – amerykański wokalista, muzyk, kompozytor i producent. Najbardziej znany jest z roli basisty zarówno w popularnej i wpływowej psychodelicznej soulowo/funkowej formacji Sly & the Family Stone i jako założyciel i frontman Graham Central Station. Przypisuje mu się wynalezienie techniki slapu, która radykalnie rozszerzyła tonalną paletę basu, chociaż sam odnosi się do techniki jako „Thumpin i Pluckin”.

## Życiorys
Larry Graham urodził się w roku 1946 w muzykalnej rodzinie w Beaumont w Teksasie. Matka była pianistką w chórze kościelnym, a ojciec gitarzystą jazzowym. Wkrótce potem przeniósł się z rodzicami do Oakland w Kalifornii. W wieku 5 lat nauczył się stepowania. Dwa lata później pod kierunkiem babci rozpoczął naukę gry na pianinie. W wieku 11 lat dostał od ojca gitarę oraz wzmacniacz. Później nauczył się również grać na perkusji, na klarnecie i saksofonie. W wieku 13 lat, miał własny rockandrollowy zespół o nazwie The Five Riffy. W wieku 15 lat, rozpoczął karierę gitarzysty z zespołem Dell Graham Trio, do którego należała też pianistka (mama) i perkusista. Zespół ten grał głównie w klubach. Później wraz z matką stworzyli duet. W celu uzupełnienia braku perkusisty, grał na gitarze basowej, z charakterystycznym dla niego stylem. W 1966 roku zaproponowano mu rolę basisty w sławnym zespole funkowym Sly & the Family Stone, w którym grał w latach 1967–1972.
Jest uznawany za pioniera techniki klangu na elektrycznym basie, w części, by dodać perkusyjnych i rytmicznych elementów w liniach basowych kiedy w zespole brakowało perkusisty; uderzenia kciuka używał, by naśladować bęben basowy, a szarpnięcia wskazującego bądź środkowego by naśladować werbel. Ten styl stał się synonimem nowoczesnego funka. Klang łączy perkusyjny atak kciukiem niższych strun z agresywnym wyszarpywaniem wyższych strun, często w rytmicznej alternacji. Klang składa się w dużej części z dźwięków stłumionych (albo nut „duchów”) do normalnych nut, co potęguje wrażenia rytmiczne.
Ta technika gry na basie zwana także slapem stała się stylem, który później był wykorzystywany przez takich artystów jak Les Claypool, Bootsy Collins, Louis Johnson, King Mark, Flea, Victor Lemonte Wooten, Marcus Miller, Stanley Clarke, John Norwood Fisher, P - Nut, Danny McCormack, Matt Noveskey i Dirk Lance.
W roku 1969 wystąpił na Festiwalu w Woodstock. Później grał m.in. na Isle of Wight Festival i na dużych festiwalach muzycznych w Niemczech Zachodnich.
W 1970 roku Larry Graham pracował z Betty Davis, byłą drugą żoną legendy jazzu Milesa Davisa. Zespół Betty Davis składał się z członków Tower of Power i Pointer Sisters, nagrywając trzy albumy uznane przez krytyków, ale nie odnoszące komercyjnego sukcesu. Następnie założył własną grupę muzyczną o nazwie Central Station Graham.
W 1973 roku poznał stewardesę Tinę, której matka zaczęła studiować Biblię ze Świadkami Jehowy. W lipcu 1974 roku był pierwszy raz na kongresie Świadków Jehowy pod hasłem „Boskie zamierzenie” w Oakland Coliseum. Przełomowymi wydarzeniami w jego życiu było też uczestniczenie w zebraniach zborowych w Salach Królestwa w różnych częściach świata i odwiedzenie w lutym 1975 roku Biura Głównego Świadków Jehowy.
W lipcu 1975 roku Larry Graham, jego żona Tina (jej siostry Denise i Shelia i matka) zostali ochrzczeni jako Świadkowie Jehowy na kongresie pod hasłem „Boskie zwierzchnictwo” w Oakland Coliseum (wkrótce również jego matka i babcia). Okładka albumu Grahama Mirror („Lustro”) z 1976 roku przedstawia, stojące naprzeciw siebie, jak w lustrzanym odbiciu dwa rzędy osób: z jednej strony mężczyźni i kobiety z bujnymi fryzurami afro, opaskami na włosach i w tego typu swobodnych strojach (pierwszy w rzędzie Larry Graham), a naprzeciw nich rząd tych samych osób, już inaczej wyglądających – mężczyźni w garniturach i krawatach, z przystrzyżonymi włosami, a kobiety ubrane elegancko, choć nie wyzywająco. Utwór Forever został poświęcony nadziei zobaczenia swego zmartwychwstałego ojca w czasie przyszłego raju na ziemi. Okładka albumu jak i tekst tego utworu odzwierciedlają jego wierzenia jako Świadka Jehowy.
W 1979 roku przeniósł się do Los Angeles i założył własne studio nagrań. We wczesnych latach 80. XX wieku Graham nagrał pięć solowych albumów i miał kilka hitów. Jego największym przebojem było „One in Million, You”, który zajął 9 pozycję na liście „Billbord” w 1980 roku.
W 1982 roku urodziła mu się córka Latia, został też starszym zboru i pionierem.
Jego głoszenie przyniosło rezultaty: Świadkiem Jehowy został Prince i inni muzycy.

## Dyskografia

### z Graham Central Station
- Graham Central Station 1974, Warner Bros.
- Release Yourself 1974, Warner Bros.
- Ain't No 'Bout-A-Doubt It 1975, Warner Bros.
- Mirror 1976, Warner Bros.
- Now Do U Wanta Dance 1977, Warner Bros.
- My Radio Sure Sounds Good to Me 1978, WEA
- Star Walk 1979, Warner Bros.
- The Best of Larry Graham and Graham Central Station, Vol. 1 1996, Warner Bros.
- The Jam: The Larry Graham & Graham Central Station Anthology 2001, Rhino Greatest Hits 2003, Rhino

### Solowe albumy
- 1980: One in a Million You
- 1981: Just Be My Lady
- 1982: Sooner or Later
- 1983: Victory
- 1985: Fired Up